# Ерозивно језеро
Ерозивно језеро је језеро образовано у удубљењима која су настала неким ерозивним процесом. Према типу процеса настанка, ерозивна језера се деле на: глацијална (на планинама), речна (у долинама већих река), крашка (у крашким пределима) и еолска језера (у пустињским, полупустињским и степским пределима). Распрострањена су на свим континентима.